# Ciglia (occhi)

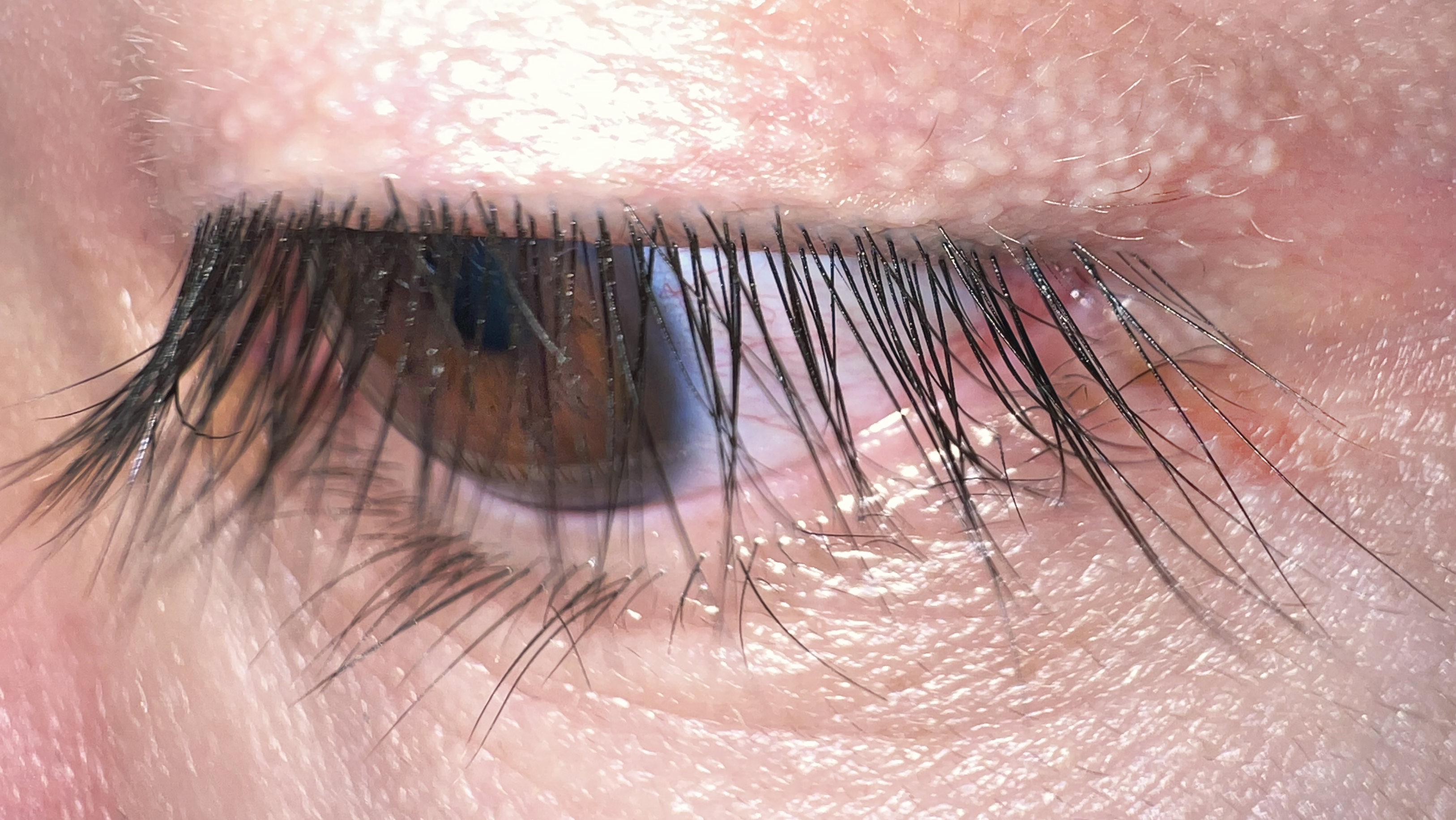
Le ciglia nell'occhio umano

Le ciglia sono i peli che crescono sul margine delle palpebre. Proteggono gli occhi dalle impurità e, essendo sensibili al tocco, hanno le stesse funzioni alle quali assolvono le vibrisse dei gatti o dei topi, agendo in funzione di avvertimento quando un oggetto (ad esempio un insetto o la polvere) si avvicina all'occhio, che si chiude per riflesso.
Il termine greco per definire le ciglia è βλέϕαρον. Questo termine è spesso usato come radice di altre parole che definiscono disturbi o patologie a carico della regione delle ciglia (ad esempio blefarite, l'infiammazione del margine palpebrale, la zona di impianto delle ciglia, o anchiloblefaro, l'aderenza dei margini delle due palpebre).
Sono costituite dal ciglio stesso, e dalla cilia, uno strato di tessuto cartilagineo sottostante al ciglio, che ha la funzione di sostituzione del ciglio in caso di danneggiamento di quest'ultimo.

## Ciglio nell'occhio umano
Nell'embrione le ciglia si sviluppano fra la settima e l'ottava settimana. Analogamente, la ricrescita avviene in sette o otto settimane. Il colore può essere diverso da quello dei capelli, ma tendono a essere scure nelle persone che hanno capelli scuri e chiare in quelle che hanno capelli chiari. Osservando le palpebre si può notare che le ciglia s'impiantano sul margine libero in duplice o triplice ordine. Il numero delle ciglia è variabile, più elevato nella palpebra superiore rispetto all'inferiore, ma in genere compreso tra 150 e 200 contro i 50-150. Le ciglia della palpebra superiore tendono anche ad essere più lunghe, da 8 a 12 mm contro i 6–8 mm della palpebra inferiore. Le ciglia della palpebra superiore dopo l'insorgenza si dirigono dapprima verso il basso e quindi si ricurvano leggermente verso l'alto. Con la chiusura vengono a combaciare con quelle inferiori che presentano un andamento opposto.
Nei follicoli delle ciglia si trovano alcune ghiandole conosciute come ghiandole di Zeis e ghiandole di Moll.

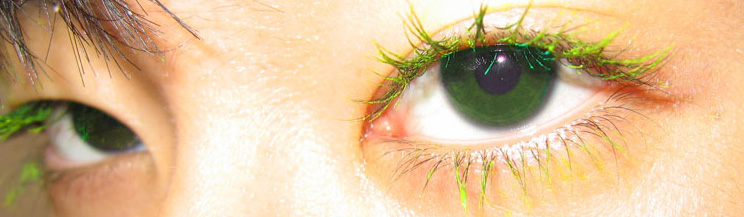
Mascara verde

### Cosmetica
Ciglia lunghe sono considerate un segno di femminilità in molte culture. Di conseguenza, alcune persone cercano di estendere le proprie ciglia artificialmente con estensioni per apparire più attraenti.
Una pratica molto nota, spesso associata alla cosmesi, è la laminazione delle ciglia.
Sono diversi i cosmetici utilizzati per assolvere a questa funzione. Il kohl è stato impiegato sin dall'età del bronzo per proteggere e allungare le ciglia, mentre oggi è diffuso l'uso di mascara, eye liner e ombretto. Negli anni sessanta del XX secolo era molto diffuso l'uso di finte ciglia.

### Patologie delle ciglia

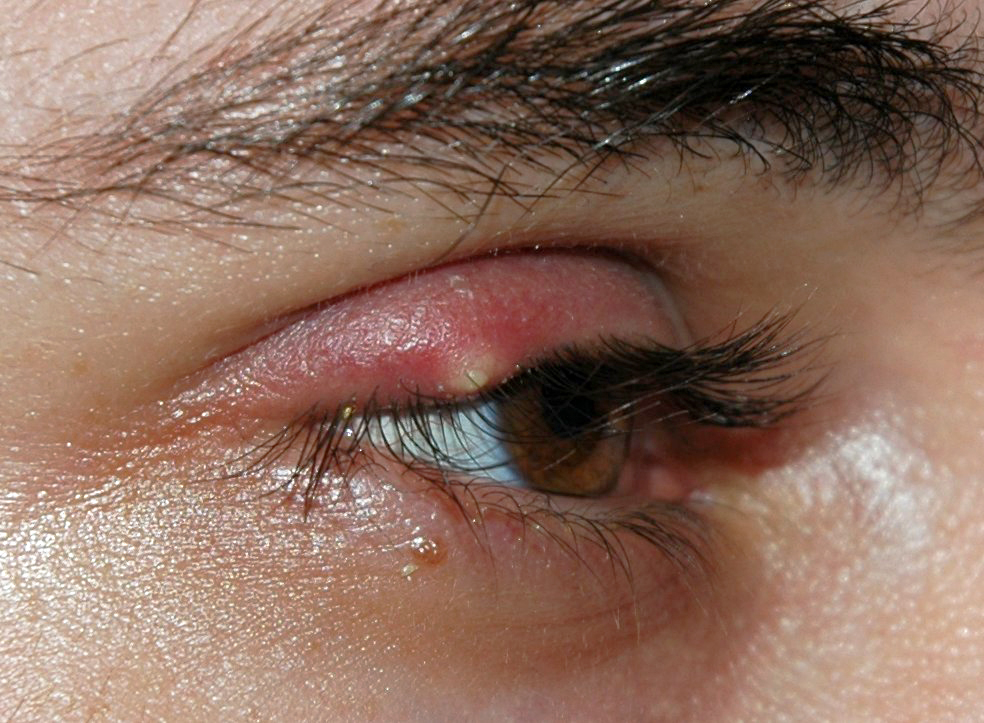
Un orzaiolo

Ci sono diverse malattie che riguardano le ciglia:
- La madarosi è la perdita delle ciglia.[4]
- La blefarite è l'irritazione del margine della palpebra, dove quest'ultima si congiunge con le ciglia. Le palpebre si arrossano e provocano prurito (blefarocnesmo), la pelle si sfalda e le ciglia possono cadere.
- La distichiasi è la crescita anormale delle ciglia in certe zone della palpebra.
- La trichiasi  è un orientamento anomalo interno, acquisito, di una o più ciglia, che possono comportare nei casi più gravi, la comparsa di ulcere corneali.[5]
- Possono manifestarsi parassitosi da pidocchio del pube.
- L'orzaiolo è un'infiammazione purulenta dei follicoli delle ciglia e delle ghiandole circostanti (ghiandole di Zeis e di Moll).
- La tricotillomania è un disordine che porta all'urgenza di tirarsi le ciocche di capelli, ma nei casi più gravi anche le ciglia.
- Il demodecio dei follicoli è un acaro che vive nelle ciglia del 98% delle persone. Occasionalmente può provocare la blefarite.

In alcuni casi è possibile ricorrere al trapianto di ciglia e sopracciglia.

## Ciglia negli animali

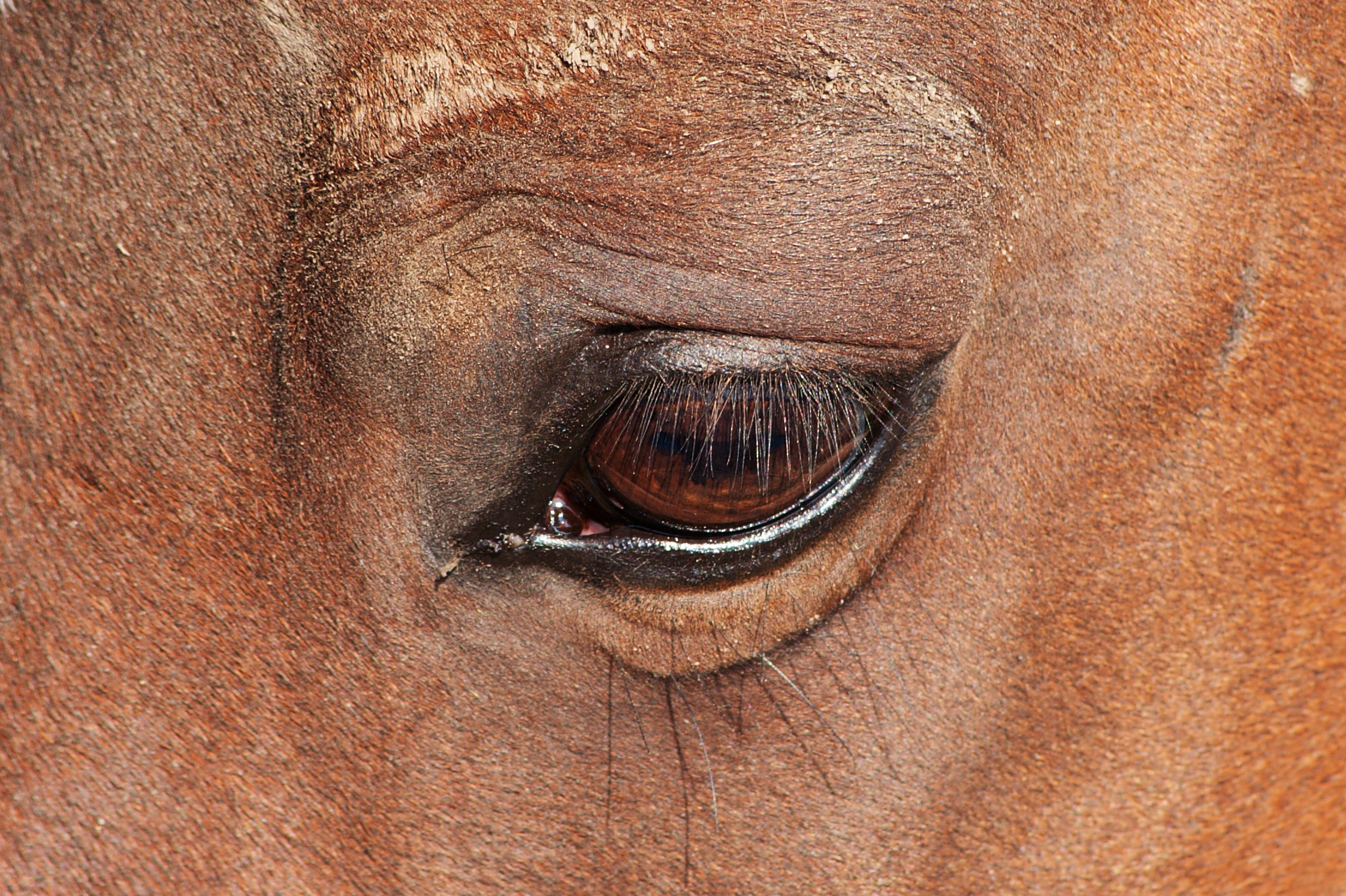
Le ciglia nel cavallo

Le ciglia sono comuni nei mammiferi. Le ciglia del cammello sono molto lunghe e grosse, mentre quelle della giraffa sono molto sottili. Le ciglia sono presenti anche nei cavalli, nei bovini e negli struzzi.
In alcune razze di cane sono comuni problemi ereditari alle ciglia.
La vipera bothriechis schlegelii ha sugli occhi delle scaglie modificate che possono ricordare le ciglia.
I bucerotiformi hanno ciglia sporgenti, caratteristica molto rara fra gli uccelli.